# Augochloropsis semiramis
Augochloropsis semiramis är en biart som först beskrevs av Jörgensen 1912.  Augochloropsis semiramis ingår i släktet Augochloropsis och familjen vägbin. Inga underarter finns listade.